# Konstantinos Kanaris
Konstantinos Kanaris hay Canaris (tiếng Hy Lạp: Κωνσταντίνος Κανάρης; 1793 hoặc 1795 – 2 tháng 9 năm 1877) là một Thủ tướng, Đô đốc và chính khách Hy Lạp đã trải qua Chiến tranh giành độc lập Hy Lạp với vai trò là chiến binh tự do.

## Thiếu thời

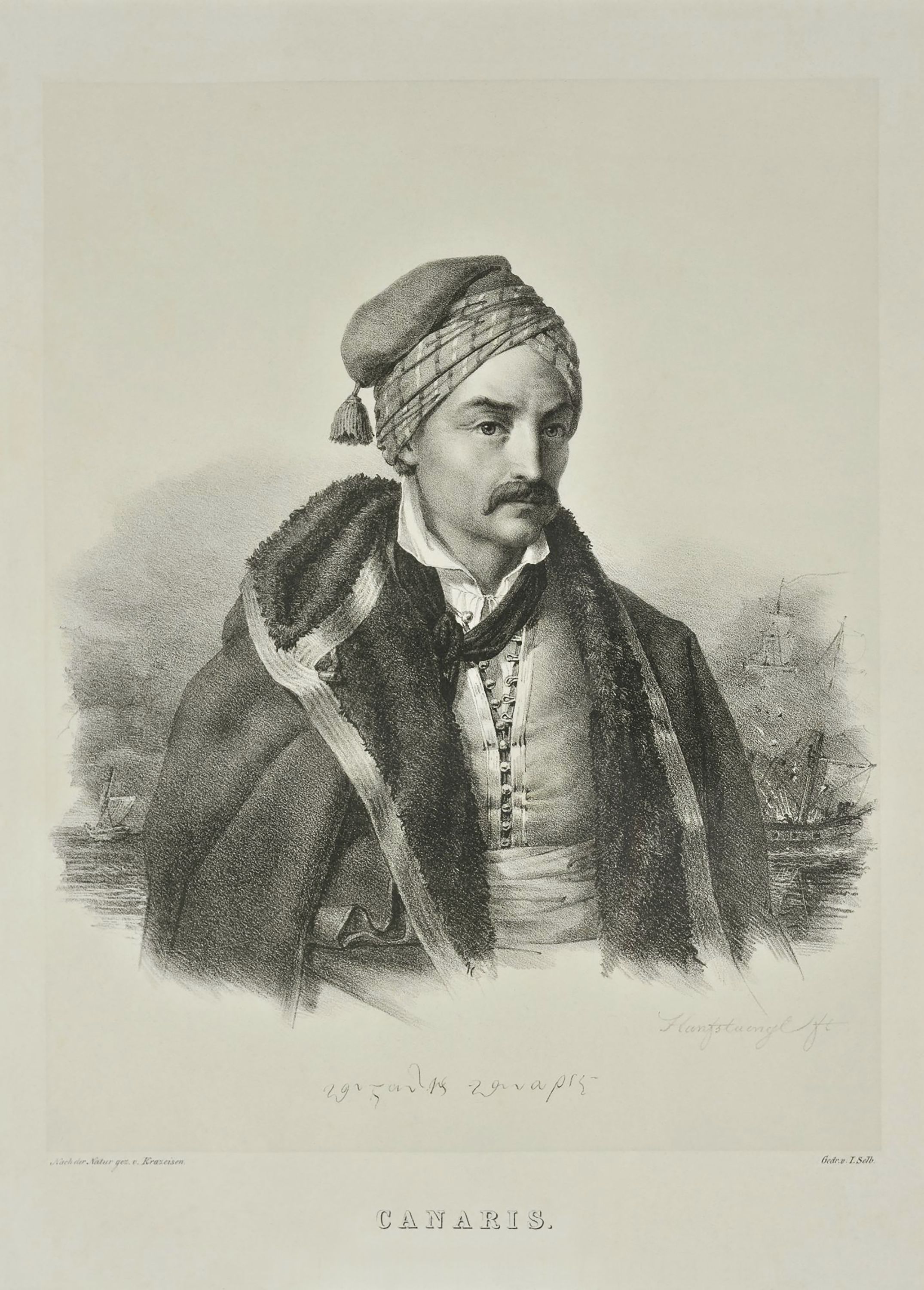
Konstantinos Kanaris trong Chiến tranh giành Độc lập Hy Lạp.

Ông sinh ra và lớn lên tại hòn đảo Psara, nằm gần đảo Chios, thuộc vùng Biển Aegean. Năm sinh chính xác của ông vẫn còn điều bí ẩn. Những ghi chép chính thức của Hải quân Hy Lạp ghi nhận năm sinh của ông là 1795 nhưng các sử gia Hy Lạp hiện đại tin rằng 1793 là thời điểm khả dĩ hơn.
Konstantinos mồ côi khi còn nhỏ. Do đó, ông phải tự nuôi sống bản thân, và ông quyết định chọn nghề thủy thủ giống như phần lớn các thành viên trong gia đình kể từ đầu thế kỷ 18. Ông được chú của mình Dimitris Bourekas thuê làm việc trên chiếc tàu hai buồm của ông này.

## Binh nghiệp

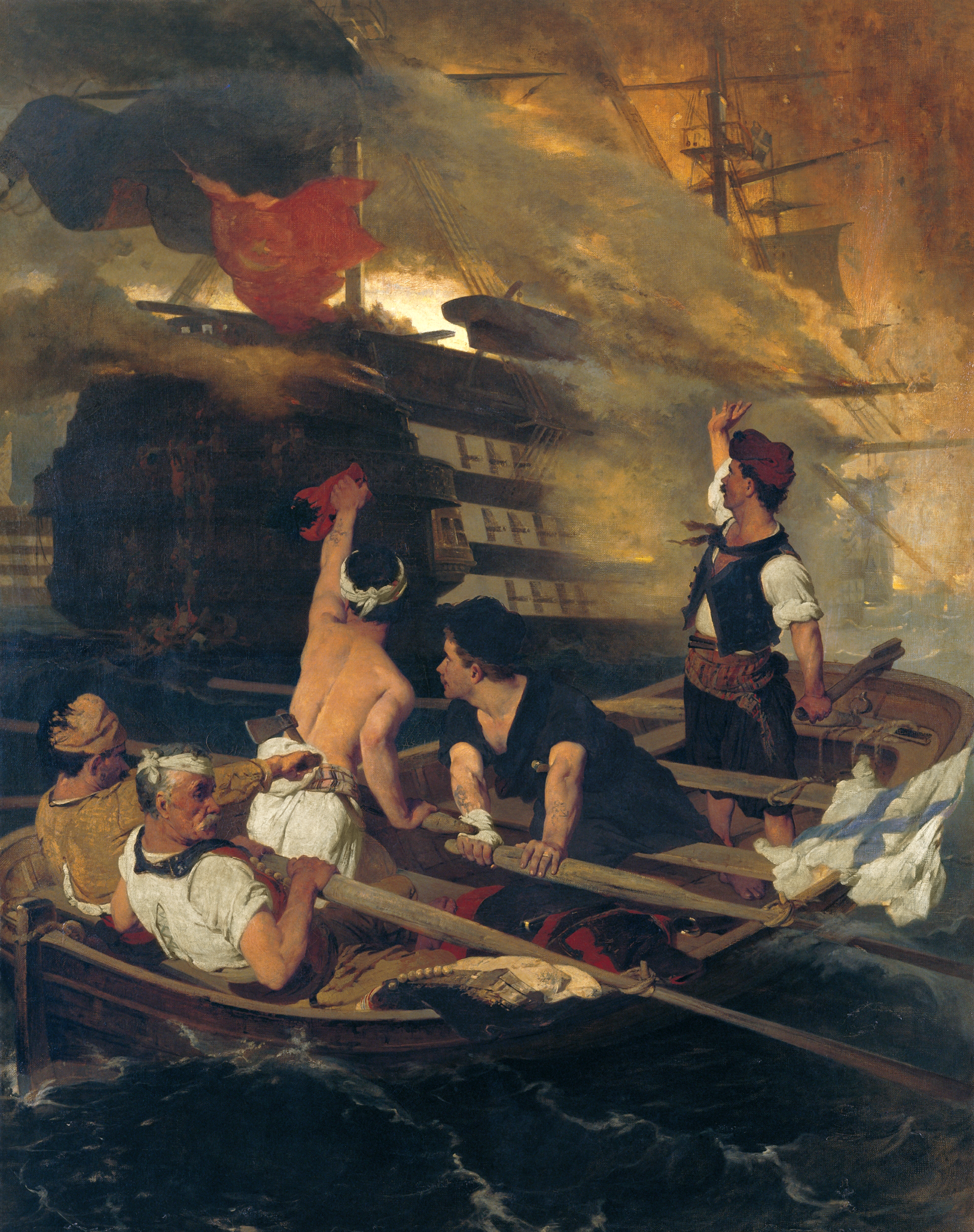
Chiến công đánh đắm soái hạm của Ottoman tại Chios bởi Kanaris.

Konstantinos đi lên từ chiến tranh giành độc lập Hy Lạp (1821–1829). Không giống phần lớn những nhân vật nổi bật khác của cuộc chiến, ông không xuất thân từ hội kín Filiki Eteria (Hội Bạn hữu), vốn đóng vai trò quan trọng trong cuộc cách mạng chống lại Đế quốc Ottoman, bằng việc tuyển mộ thành viên chống lại đế chế.
Đến đầu năm 1821, tổ chức này đã đủ thực lực để phát động một cuộc cách mạng. Tuyên bố của hội dường như đã gây ngạc nhiên cho Konstantinos, khi đó đang vắng mặt tại Odessa. Ông vội vã trở lại Psara và ở đó khi hòn đảo gia nhập cuộc cách mạng vào ngày 10 tháng 4 năm 1821.
Hòn đảo đã thành lập đội tàu của riêng nó bao gồm những thủy thủ danh tiếng của Psara, vốn nổi danh về kỹ năng hải chiến chống lại cướp biển nhờ vào những con tàu được trang bị tốt, đủ năng lực cho những cuộc hải chiến sắp tới. Konstantinos nhanh chóng chứng tỏ sự gan dạ qua việc làm một thuyền trưởng tàu hỏa khí.
Tại Chios, vào một đêm không trăng ngày 6 hoặc 7 tháng 6 năm 1822 những lực lượng dưới quyền ông đã đánh đắm soái hạm của Đô đốc Thổ Nasuhzade Ali Pasha (hay Kara-Ali Pasha) nhằm trả thù cho cuộc thảm sát Chios. Khi đô đốc đang tổ chức lễ (Bayram), Kanaris và người của ông tận dụng thời cơ phóng hỏa con tàu kế cận mà không bị phát hiện. Khi kho thuốc súng của soái hạm bị bắt lửa, tất cả người trên tàu đều bị chết ngay lập tức. Thương vong của Ottoman là 2000 người, bao gồm thủy thủ và các sĩ quan hải quân, trong đó có cả Kara-Ali.
Trong cùng năm đó, ông đã chỉ huy thành công một cuộc tấn công khác vào hạm đội Thổ tại Tenedos tháng 11 năm 1822.
Hạm đội Thổ chiếm được Psara vào ngày 21 tháng 6 năm 1824. Dân chúng tại đây buộc phải bỏ chạy lánh nạn, và trong số đó có Kanaris, nhằm tránh bị bắt làm nô lệ hoặc bị tàn sát.
Sau khi hòn đảo quê nhà bị tàn phá, Kanaris tiếp tục chỉ huy người của mình tấn công người Thổ. Ông tham gia vào các cuộc hải chiến ở Dodecanese vào tháng 8 năm 1824.
Vào tháng 8 năm 1825, Kanaris chỉ huy cuộc đột kích vào Alexandria trong một nỗ lực táo bạo nhằm phá hủy Hạm đội Ai Cập bằng tàu cảm tử dùng hỏa binh nhưng không thành công do gió đã đổi chiều sau khi tàu Hy Lạp cập cảng Alexandria.
Sau khi kết thúc chiến tranh và Hy Lạp giành được độc lập, Konstantinos trở thành sĩ quan trong Hải quân Hy Lạp, đạt được cấp bậc Đề Đốc, và sau đó trở thành chính khách nổi tiếng.

## Sự nghiệp chính trị

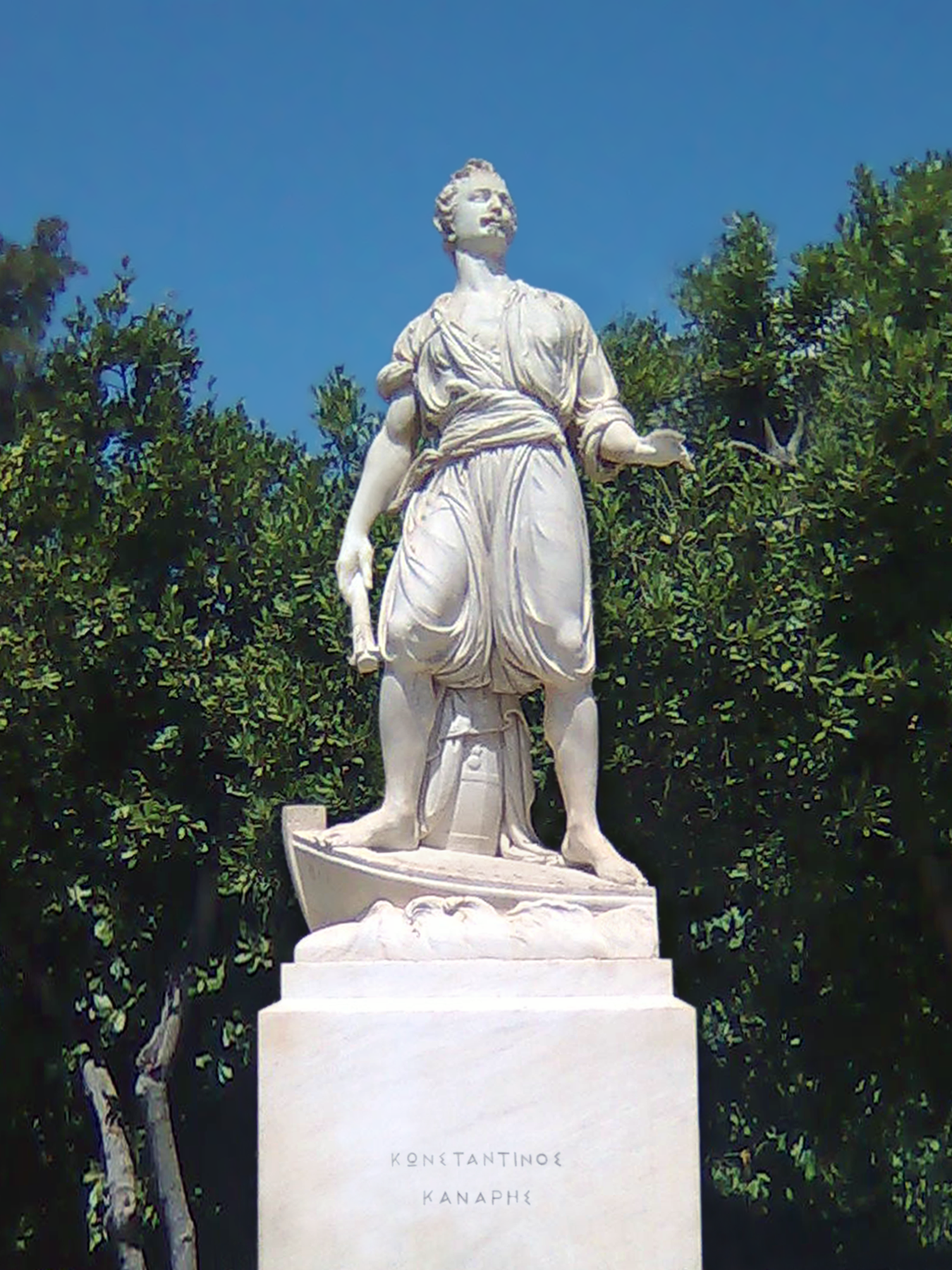
Đài tưởng niệm Konstantinos Kanaris ở Athens.

Konstantinos Kanaris là một trong vài nhân vật thân tính của Ioannis Kapodistrias trong Nhà nước đầu tiên của nước Hy Lạp độc lập. Kanaris giữ chức vụ bộ trưởng trong nhiều chính phủ khác nhau và sau đó là chức Thủ tướng trong chính phủ lâm thời, trong khoảng thời gian 11 tháng 3- 11 tháng 4 năm 1844. Ông làm Thủ tướng nhiệm kỳ thứ hai (27 tháng 10 năm 1848 – 24 tháng 12 năm 1849), và là Bộ trưởng Hải quân trong nội các Mavrokordatos năm 1854.
Năm 1862, ông là một trong vài cựu chiến binh đã giúp cho cuộc cách mạng đẫm máu phế truất Vua Otto của Hy Lạp và đưa Hoàng tử William của Đan Mạch lên ngai vàng và trở thành Vua George I của Hy Lạp. Dưới triều Vua George I, ông nắm chức vụ Thủ tướng nhiệm kỳ thứ ba (17 tháng 3 – 28 tháng 4 năm 1864), nhiệm kỳ thứ tư (7 tháng 4 năm 1864 – 9 tháng 2 năm 1865) và nhiệm kỳ thứ năm cũng là nhiệm kỳ cuối cùng (7 tháng 6 – 14 tháng 9 năm 1877).
Kanaris mất ngày 2 tháng 9 năm 1877 trong khi đang giữ chức vụ Thủ tướng. Sau khi ông mất chính phủ vẫn cầm quyền đến ngày 14 tháng 9 năm 1877 mà không bổ nhiệm người kế vị ông. Ông được chôn cất tại Nghĩa trang thứ nhất Athens, nơi phần lớn các thủ tướng Hy Lạp và các nhân vật nổi tiếng an nghỉ. Sau khi mất, ông được vinh danh làm anh hùng quốc gia.
Nhằm vinh danh Kanaris, năm tàu Hải quân Hy Lạp được đặt theo tên ông:
- Kanaris: Một tàu tuần tra được đưa vào hoạt động năm 1835.
- Kanaris: Một tàu khu trục được đưa vào hoạt động năm 1880.
- Kanaris (L53): Một tàu khu trục lớp Hunt, có tên cũ là HMS Hatherleigh, được chuyển giao từ Hải quân Hoàng gia ngày 18 tháng 12 năm 1941.
- Kanaris (D212): Một tàu khu trục lớp Gearing, có tên cũ là USS Stickell (DD-888), được chuyển giao từ Hải quân Hoa Kỳ ngày 1 tháng 7 năm 1972.
- Kanaris (F464): Một tàu frigate lớp Elli, có tên cũ là HNLMS Jan van Brakel (F825), mua từ Hà Lan ngày 29 tháng 11 năm 2002.

## Gia đình

1 drachma Hy Lạp (1976), có hình Konstantinos Kanaris.

Năm 1817, ông kết hôn với Despina Maniatis, xuất thân từ dòng họ lâu đời Psara. Họ có bảy đứa con:
- Nikolaos Kanaris (1818–1848): Một thành viên của lực lượng viễn chinh đến Beirut, bị giết tại đây năm 1848.
- Themistoklis Kanaris (1819–1851): Một thành viên của lực lượng viễn chinh đến Ai Cập, bị giết tại đây năm 1851.
- Thrasyvoulos Kanaris (1820–1898): Đề đốc.
- Miltiadis Kanaris (1822–1899): Đề đốc, một nghị viên của Quốc hội Hy Lạp trong nhiều năm, giữ chức Bộ trưởng Hải quân ba lần vào các năm 1864, 1871, và 1878.
- Lykourgos Kanaris (1826–1865): Luật sư.
- Maria Kanaris (1828–1847): Kết hôn với A. Balambano.
- Aristeidis Kanaris (1831–1863): Một sĩ quan mất trong cuộc nổi dậy năm 1863.

Wilhelm Canaris, một Đô đốc người Đức phát biểu rằng ông có thể là con cháu của Konstantinos Kanaris. Tuy nhiên nghiên cứu gia phả gia đình vào năm 1938 cho thấy ông không có liên quan máu mủ với Konstantinos và gia đình ông có nguồn gốc từ Ý.